# Wapienne
Wapienne ist eine Ortschaft mit einem Schulzenamt und ab 1986 ein Kurort der Gemeinde Sękowa im Powiat Gorlicki der Woiwodschaft Kleinpolen in Polen.

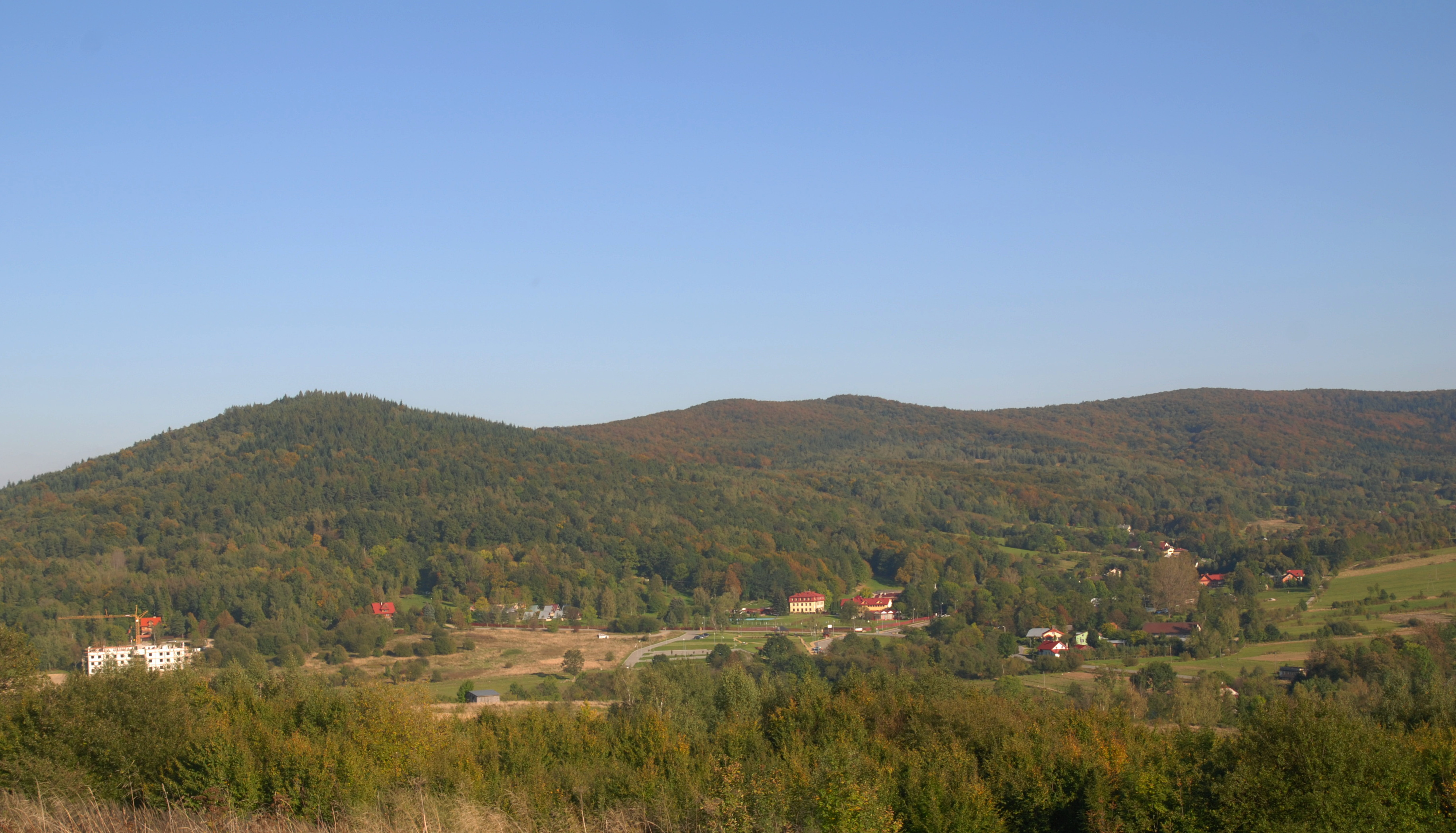
Ortsansicht

## Geographie
Der Ort liegt am Bach Wapienka in den Niederen Beskiden, beim Nationalpark Magura, im sogenannten Lemkenland. Die Nachbarorte sind Męcina Wielka im Westen, Rozdziele im Norden, Bednarka im Osten, Sowie Bodaki im Süden.

## Geschichte
Der Ort wurde im Jahr 1546 nach Walachischem Recht von Michał, einem Sohn des Schulzes in Męcina, neugegründet.
Bei der Ersten Teilung Polens kam Wapienne 1772 zum neuen Königreich Galizien und Lodomerien des habsburgischen Kaiserreichs (ab 1804). Im Jahre 1890 hatte das Dorf 334 Einwohner, meistens ukrainisch griechisch-katholische Lemken.
1918, nach dem Ende des Ersten Weltkriegs und dem Zusammenbruch der k.u.k. Monarchie, kam Wapienne zu Polen. Unterbrochen wurde dies nur durch die Besetzung Polens durch die Wehrmacht im Zweiten Weltkrieg. Nach dem Zweiten Weltkrieg wurden die Lemken vertrieben.
Von 1975 bis 1998 gehörte Wapienne zur Woiwodschaft Nowy Sącz.
Schon in den Jahren von 1810 bis 1812 kurierten sich dort Soldaten der Grande Armée, aber erst 1986 erhielt der Ort den Status eines Kurorts. Mit um 150 Einwohnern ist er einer der kleinsten in Polen.

## Sehenswürdigkeiten

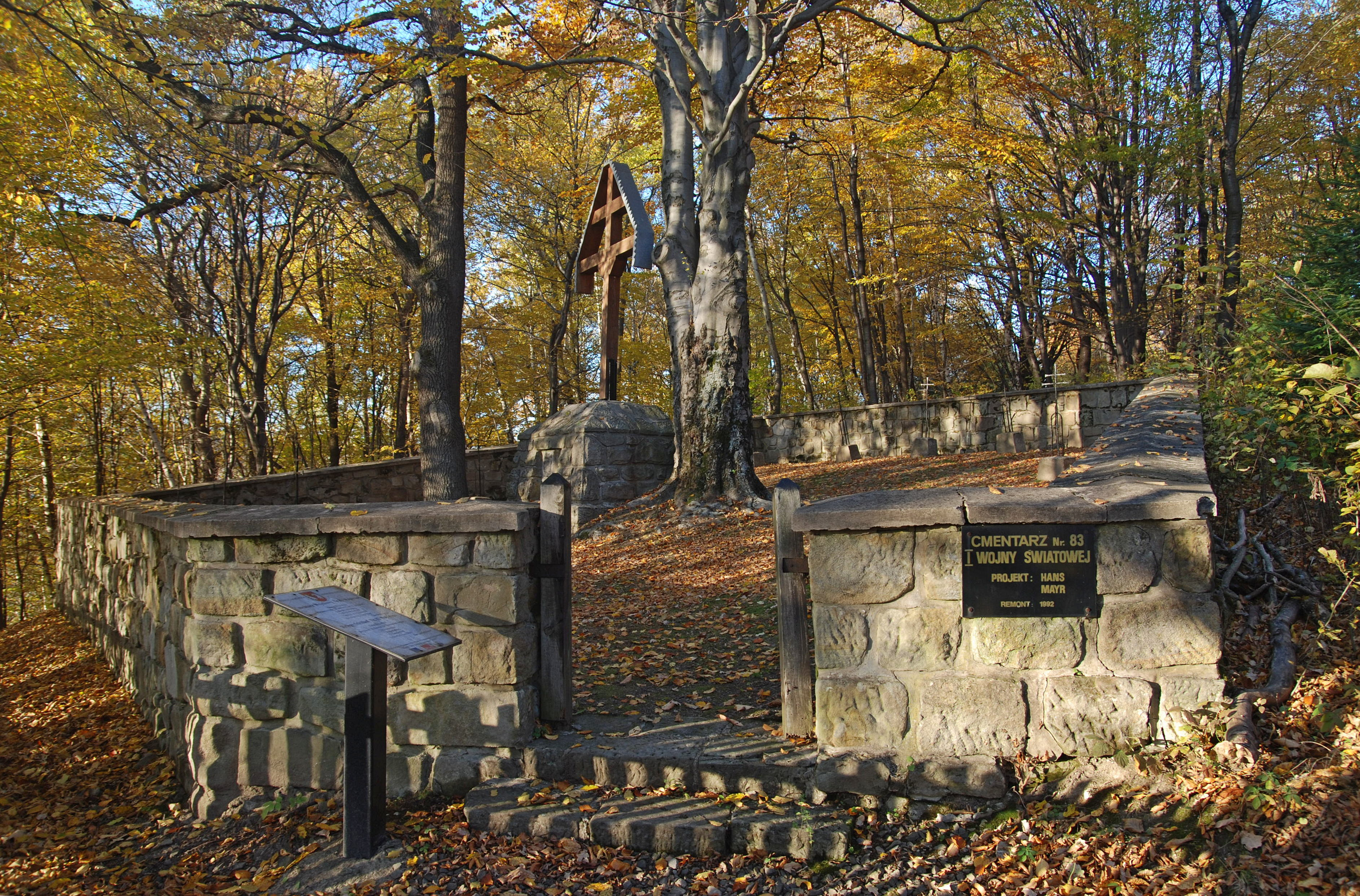
Soldatenfriedhof

- Soldatenfriedhof aus dem Ersten Weltkrieg #83;